# Гайнц-Отто Шульце
Гайнц-Отто Шульце (нім. Heinz-Otto Schultze; 13 вересня 1915, Кіль — 25 листопада 1943, Північна Атлантика) — німецький офіцер-підводник, капітан-лейтенант крігсмаріне. Кавалер Лицарського хреста Залізного хреста.

## Біографія

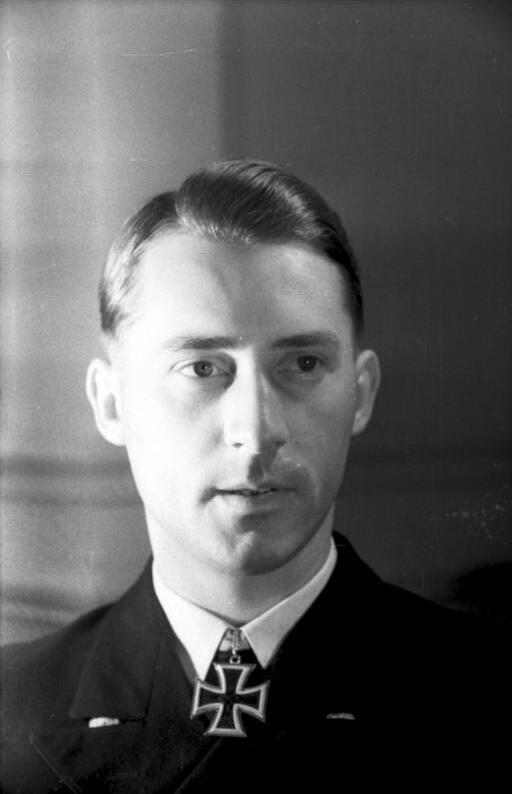

Син генерал-адмірала Отто Шульце, молодший брат Вольфганга Шульце, старший брат Рудольфа Шульце.
26 вересня 1934 року вступив на флот кадетом. В травні 1937 року переведений в підводний флот. Служив вахтовим офіцером на підводному човні U-31, потім командував навчальними підводними човнами U-4 (8 червня — 28 липня 1940) і U-141 (21 серпня 1940 — 30 березня 1941). 26 квітня 1941 року призначений командиром підводного човна U-432, на якому здійснив 7 походів (провівши в морі в цілому 270 днів), в основному в Північну Атлантику і до Східного узбережжя США. Серед підводників заслужив своє персональне прізвисько «Маска» (Maske). 15 січня 1943 року здав командування човном, 11 березня призначений командиром підводного човна U-849 (Тип IXD2). Вивів човен в перший і останній похід, який тривав 55 днів. 25 листопада 1943 року він був потоплений американською авіацією на захід від Конго в Південній Атлантиці. Весь екіпаж (63 особи) загинув.
Всього за час військових дій потопив 19 кораблів загальною водотоннажністю 67 991 брт і пошкодив 2 кораблі водотоннажністю 15 666 брт. 
| Дата            | Назва корабля                | Тип                      | Тоннаж | Вантаж                                                                                 | Тоннаж | Екіпаж | Країна             | Конвой |
| --------------- | ---------------------------- | ------------------------ | ------ | -------------------------------------------------------------------------------------- | ------ | ------ | ------------------ | ------ |
| 10 вересня 1941 | Muneric                      | Торговий пароплав        | 5,229  | 7000 тонн залізної руди                                                                | 63     | 63     | Британська імперія | SC-42  |
| 10 вересня 1941 | Winterswijk                  | Торговий пароплав        | 3,205  | 4278 тонн фосфатів                                                                     | 33     | 20     | Нідерланди         | SC-42  |
| 10 вересня 1941 | Stargard                     | Торговий пароплав        | 1,113  | 1600 тонн пиломатеріалів                                                               | 17     | 2      | Норвегія           | SC-42  |
| 11 вересня 1941 | Garm                         | Торговий пароплав        | 1,231  | 502 стандартів пиломатеріалів                                                          | 20     | 6      | Швеція             | SC-42  |
| 17 жовтня 1941  | Bold Venture                 | Торговий пароплав        | 3,222  | 2451 тонна бавовни, 1007 тонн заліза і сталі, 1116 тонн міді і 64 тонни деревини       | 34     | 17     | Панама             | SC-48  |
| 17 жовтня 1941  | Evros                        | Торговий пароплав        | 5,283  | 7000 тонн залізної руди                                                                | 32     | 32     | Королівство Греція | SC-48  |
| 17 жовтня 1941  | Barfonn                      | Тепловий танкер          | 9,739  | 13 454 тонни газойлю                                                                   | 40     | 14     | Норвегія           | SC-48  |
| 28 жовтня 1941  | Ulea                         | Торговий пароплав        | 1,574  | 2393 тонни мідних піритів                                                              | 28     | 19     | Британська імперія | HG-75  |
| 15 лютого 1942  | Buarque                      | Торговий пароплав        | 5,152  | Генеральні вантажі, включаючи каву, бавовну, какао та шкіру                            | 85     | 1      | Бразилія           |        |
| 18 лютого 1942  | Olinda                       | Торговий пароплав        | 4,053  | 53 400 пакетиків какао та інших продуктів харчування, таких як кава та рицинових бобів | 46     | 0      | Бразилія           |        |
| 19 лютого 1942  | Miraflores                   | Торговий пароплав        | 2,158  | Фрукти                                                                                 | 34     | 34     | Британська імперія |        |
| 21 лютого 1942  | Azalea City                  | Торговий пароплав        | 5,529  | 7806 тонн лляного насіння                                                              | 38     | 38     | США                |        |
| 27 лютого 1942  | Marore                       | Торговий пароплав        | 8,215  | 23 000 тонн залізної руди                                                              | 39     | 0      | США                |        |
| 17 травня 1942  | Foam                         | Паровий траулер          | 324    |                                                                                        | 21     | 1      | США                |        |
| 23 травня 1942  | Zurichmoor                   | Торговий пароплав        | 4,455  | Баласт                                                                                 | 45     | 45     | Британська імперія |        |
| 31 травня 1942  | Liverpool Packet             | Торговий пароплав        | 1,188  | 1945 тонн товарів уряду США                                                            | 21     | 2      | Канада             |        |
| 3 червня 1942   | Ben and Josephine            | Теплове рибальське судно | 102    |                                                                                        | 8      | 0      | США                |        |
| 3 червня 1942   | Aeolus                       | Теплове рибальське судно | 41     |                                                                                        | 6      | 0      | США                |        |
| 9 червня 1942   | Kronprinsen (пошкоджений)    | Торговий теплохід        | 7,073  | Генеральні вантажі, включаючи карбід                                                   | ?      | 1      | Норвегія           | BX-23A |
| 9 червня 1942   | Malayan Prince (пошкоджений) | Торговий теплохід        | 8,593  | Генеральні вантажі                                                                     | ?      | 0      | Британська імперія | BX-23A |
| 24 вересня 1942 | Pennmar                      | Торговий пароплав        | 5,868  | 7500 тонн генеральних вантажів, включаючи сталь, продукти харчування і вантажівки      | 62     | 2      | США                | SC-100 |
| 17 грудня 1942  | Poitou                       | Паровий траулер          | 310    |                                                                                        | 22     | 20     | Франція            |        |

## Звання
- Кандидат в офіцери (8 квітня 1934)
- Морський кадет (26 вересня 1934)
- Фенріх-цур-зее (1 липня 1935)
- Оберфенріх-цур-зее (1 січня 1937)
- Лейтенант-цур-зее (1 квітня 1939)
- Оберлейтенант-цур-зее (1 квітня 1939)
- Капітан-лейтенант (1 листопада 1941)

## Нагороди
- Медаль «За вислугу років у Вермахті» 4-го класу (4 роки) (1 вересня 1939)
- Медаль «У пам'ять 1 жовтня 1938» (16 вересня 1938)
- Залізний хрест 2-го класу (2 жовтня 1939)
- Нагрудний знак підводника (12 грудня 1939)
- Залізний хрест 1-го класу (23 вересня 1941)
- Лицарський хрест Залізного хреста (9 липня 1942)